# Fusaro-tó
A Fusaro-tó (olaszul Lago Fusaro, latinul Acherusia Palus, ógörögül Ἀχερουσία λίμνη [Akherúszia limne]) Olaszországban, Nápolytól északra, Bacoli város területén fekszik. A Pozzuoli-öböltől egy vékony földnyelv választja el. A közelben található édesvízforrásoknak köszönhetően, már az i. e. 3 századtól híres kagylótenyésztő vidék. A tó körül kialakított sétálóutcán kaszinó, vendéglők és egyéb idegenforgalmat kiszolgáló épületek találhatók, melyek nagy részét a 20. század első felében építettek, amikor Bacoli Olaszország egyik legjelentősebb turisztikai központja volt.

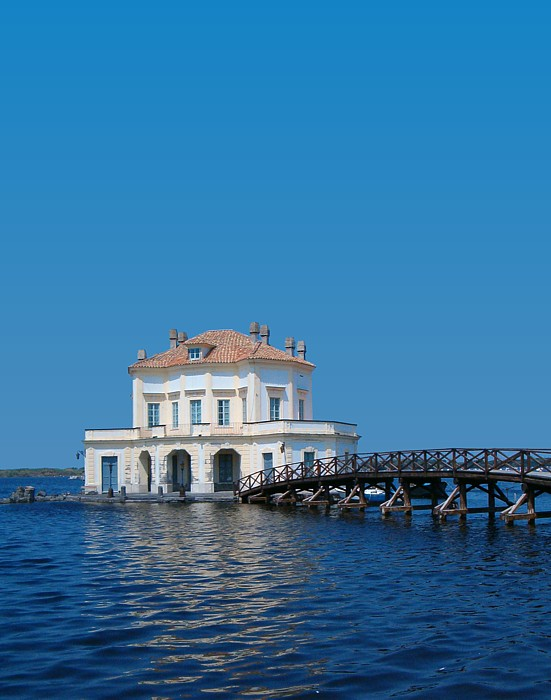
Casina Vanvitelliana

A tó közepén egy kis mesterséges szigeten áll a Casina Vanvitelliana nevű pavilon, mely 1782-ben épült Luigi Vanvitelli tervei alapján (innen származik neve is). A 18–19. századok során kaszinóként működött, vendégei között voltak többek között II. Ferenc német-római császár, Mozart valamint Rossini. Hosszas elhanyagoltság után napjainkban ismét visszanyerte egykori pompáját. A kaszinót egy fahíd köti össze a parttal.